# Launayit
Launayit (IMA-Symbol Lau) ist ein sehr selten vorkommendes Mineral aus der Mineralklasse der „Sulfide und Sulfosalze“ mit der chemischen Zusammensetzung CuPb10(Sb,As)13S30 und damit chemisch gesehen eine sulfidähnliche Verbindung aus Kupfer, Blei, Antimon, Arsen und Schwefel, die strukturell zu den Sulfosalzen gehört. Die in den runden Klammern angegebenen Elemente Antimon und Arsen können sich in der Formel jeweils gegenseitig vertreten (Substitution, Diadochie), stehen jedoch immer im selben Mengenverhältnis zu den anderen Bestandteilen des Minerals.
Launayit kristallisiert im monoklinen Kristallsystem, konnte jedoch bisher nur in Form mikrokristalliner Körner entdeckt werden. Das aus polierten Oberflächen herausgebohrte Material wirkte durch die Dehnung etwas faserig, was aber auf die beiden vollkommenen Spaltbarkeitsebenen zurückgeführt wurde. Das Mineral ist undurchsichtig (opak) und zeigt auf den Oberflächen der bleigrauen Körner einen metallischen Glanz. Seine Strichfarbe ist schwarz.

## Etymologie und Geschichte

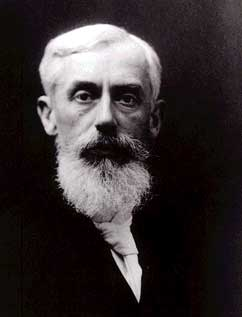
Louis de Launay

Entdeckt wurde Launayit erstmals in Mineralproben aus dem Steinbruch Taylor Pit bei Madoc in der kanadischen Provinz Ontario. Analysiert und erstbeschrieben wurde das Mineral durch John Leslie Jambor, der es nach dem französischen Geologen Louis Alphonse Auguste de Launay (1860–1938) benannte, um dessen Beiträge im 19. Jahrhundert zur Erforschung der Entstehung von Mineralvorkommen zu ehren. Nach Anerkennung durch die International Mineralogical Association (interne Eingangsnummer der IMA: 1966-018) veröffentlichte er seine Erstbeschreibung 1967 unter dem Titel New lead sulfantimonides from Madoc, Ontario. Part 2, in der auch Guettardit, Playfairit, Sorbyit, Sterryit und Twinnit erstbeschrieben wurden.
Das Typmaterial des Minerals wird im Canadian Museum of Nature (CMN) in Ottawa unter den Inventarnummern 12176, 12177 und 61062 aufbewahrt.
Die ursprünglich von Jambor angegebene chemische Formel 22 PbS · 13 Sb2S3 (entspricht Pb22Sb26S61) wurde 2008 im Zuge einer Neudefinition der Sulfosalz-Systematik des Sub-Komitees der IMA neu definiert und wird seitdem mit CuPb10(Sb,As)13S30 angegeben.
Die seit 2021 ebenfalls von der IMA/CNMNC anerkannte Kurzbezeichnung (auch Mineral-Symbol) von Launayit lautet „Lau“.

## Klassifikation
Bereits in der zuletzt 1977 überarbeiteten 8. Auflage der Mineralsystematik nach Strunz gehörte der Launayit zur Mineralklasse der „Sulfide und Sulfosalze“ und dort zur Abteilung „Komplexe Sulfide (Sulfosalze)“, wo er zusammen mit Boulangerit, Dadsonit, Fülöppit, Heteromorphit, Jamesonit, Guettardit, Madocit, Meneghinit, Parajamesonit (diskreditiert 2006), Plagionit, Playfairit, Robinsonit, Semseyit, Sorbyit, Sterryit, Tintinait, Twinnit, Veenit und Zinkenit die „Jamesonit-Boulangerit-Gruppe (Bleiantimonspießglanze)“ mit der Systemnummer II/D.07 bildete.
In der zuletzt 2018 überarbeiteten Lapis-Systematik nach Stefan Weiß, die formal auf der alten Systematik von Karl Hugo Strunz in der 8. Auflage basiert, erhielt das Mineral die System- und Mineralnummer II/E.20-020. Dies entspricht ebenfalls der Abteilung „Sulfosalze (S : As,Sb,Bi = x)“, wo Launayit zusammen mit Ciriottiit, Dadsonit, Disulfodadsonit, Madocit, Meerschautit, Parasterryit, Pellouxit, Playfairit, Sorbyit und Sterryit eine unbenannte Gruppe mit der Systemnummer II/E.20 bildet.
Die von der International Mineralogical Association (IMA) zuletzt 2009 aktualisierte 9. Auflage der Strunz’schen Mineralsystematik ordnet den Launayit dagegen in die Abteilung „unklassifizierte Sulfosalze“ ein. Diese ist weiter unterteilt nach der möglichen Anwesenheit von Blei. Das Mineral ist hier entsprechend seiner Zusammensetzung in der Unterabteilung „mit Pb“ zu finden, wo es als einziges Mitglied eine unbenannte Gruppe mit der Systemnummer 2.LB.50 bildet.
In der vorwiegend im englischen Sprachraum gebräuchlichen Systematik der Minerale nach Dana hat Launayit die System- und Mineralnummer 03.06.06.01. Dies entspricht ebenfalls der Klasse der „Sulfide und Sulfosalze“ und dort der Abteilung „Sulfosalze“, wo das Mineral als einziges Mitglied in einer unbenannten Gruppe mit der Systemnummer „03.06.06“ innerhalb der Unterabteilung „Sulfosalze mit dem Verhältnis 2,0 < z/y < 2,49 und der Zusammensetzung (A+)i (A2+)j [By Cz], A = Metalle, B = Halbmetalle, C = Nichtmetalle“ zu finden ist.

## Kristallstruktur
Launayit kristallisiert in der monoklinen Raumgruppe C2 (Raumgruppen-Nr. 5), Cm (Nr. 8) oder C2/m (Nr. 12) mit den Gitterparametern a = 42,6 Å; b = 8,04 Å; c = 32,3 Å und β = 102,1° sowie zwei Formeleinheiten pro Elementarzelle.

## Bildung und Fundorte
Launayit bildet sich hydrothermal in Marmor. Als Begleitminerale können unter anderem Boulangerit und Veenit auftreten.
Von dem zu den sehr seltenen Mineralbildungen gehörenden Launayit sind weltweit bisher nur fünf Vorkommen dokumentiert (Stand 2025). Seine Typlokalität im Steinbruch Taylor Pit ist dabei der bisher einzige bekannte Fundort in Kanada.
Daneben kennt man das Mineral noch aus der Cannington Mine bei McKinlay im gleichnamigen Verwaltungsgebiet in Australien, der Baturappe-Prospektion im Bezirk Gowa auf Sulawesi in Indonesien und der Mina Casualidad bei Baños de Alhamilla in der spanischen Gemeinde Pechina (Andalusien). Die ebenfalls angegebene Antimon-Lagerstätte Dubrawa (auch Dubrava) am gleichnamigen Ort im Norden der Slowakei gilt bisher als nicht bestätigt bzw. fraglich.